# Lilija Podkopajeva
Lilija Podkopajeva (ukr. Лілія Олександрівна Подкопаєва; Donjeck, 15. kolovoza 1978. godine) - ukrajinska gimnastičarka, olimpijska, svjetska i europska prvakinja. Ima tri olimpijske medalje, pet medalja sa svjetskih prvenstava i devet medalja s europskih prvenstava.
Na Olimpijskim igrama u Atlanti 1996. pobijedila je u višeboju i u vježbi partera. Zauzela je drugo mjesto na gredi. To su bile jedine Olimpijske igre na kojima je nastupila. Pet je puta stajala na postolju svjetskih prvenstva u sportskoj gimnastici. Pobijedila je u višeboju i preskoku, a bila je druga na dvovisinskom razboju i na gredi 1995. godine. Također je osvojila srebro 1994. godine na gredi. Osvojila je devet medalja na europskim prvenstvima, uključujući zlato 1996. u višeboju i još tri zlata na pojedinačnim spravama. Poznata je po kombinaciji stila, moći i baletne gracioznosti. Na nju je mnogo utjecala olimpijska pobjednica Ljudmila Turiščeva.
Organizirala je sportski festival "Zlatna Lilija" 2002. godine za promociju gimnastike, plesa i akrobacija.
U proljeće 2007. sudjelovala je u ukrajinskoj verziji emisije Ples sa zvijezdama. Njezin plesni partner bio je Serhiy Kostecki s kojim je izborila finale. Predstavljali su Ukrajinu na 2. europskom plesnom natjecanju Ples sa zvijezdama. Par je u finalu zauzeo treće mjesto.
U prosincu 2004. udala se za ukrajinskog biznismena Timofija Nahornija. Imaju dvoje djece: Vadima, usvojenoga u Ukrajini 2006. godine i Karolinu, rođenu 2006. Par se razveo 2009. godine. Podkopajeva je postala ambasadorica dobre volje Ujedinjenih naroda 2005. godine. Također je ambasadorica Vijeća Europe za sport, toleranciju i fair play.